# Amel Larrieux
Amel Larrieux, de son vrai nom Amel Eliza Stowell, (née le 8 mars 1973 à Manhattan, New York – ) est une chanteuse, claviériste et productrice américaine.

## Biographie
Amel  Eliza Larrieux est née et a grandi dans le quartier Manhattan de Greenwich Village, à New York. Sa mère afro-américaine, Brenda Dixon Gottschild, est critique de danse, auteure et enseignante, son père est d'origine française, anglaise et écossaise,.

## Carrière
Dans le milieu des années 1990, elle fonde le duo Groove Theory avec Bryce Wilson.
À son départ du groupe, en 1999, elle publie son premier album solo Infinite Possibilities.
En 2003, elle fonde son propre label, Blisslife Records, sur lequel elle publie trois albums.

## Discographie

### Albums studio
- 2000 : Infinite Possibilities
- 2004: Bravebird
- 2006 : Morning
- 2007 : Lovely Standards
- 2013 : Ice Cream Everyday[7]